# NGC 4496
NGC 4496 је спирална галаксија у сазвежђу Девица која се налази на NGC листи објеката дубоког неба.
Деклинација објекта је + 3° 56' 23" а ректасцензија 12h 31m 39,3s. Привидна величина (магнитуда) објекта NGC 4496 износи 11,2 а фотографска магнитуда 11,9. Налази се на удаљености од 13,1000 милиона парсека од Сунца. NGC 4496 је још познат и под ознакама NGC 4496A, NGC 4505, UGC 7668, MCG 1-32-90, CGCG 42-144, VCC 1375, KCPG 343A, IRAS 12291+0412, VV 76, PGC 41471.